# サイクロバクター・アリメンタリウス
サイクロバクター・アリメンタリウス（Psychrobacter alimentarius）はプロテオバクテリア門ガンマプロテオバクテリア綱シュードモナス目モラクセラ科サイクロバクター属の種の一つであり、グラム陰性、非胞子形成性、非運動性の真正細菌である。韓国の伝統的な魚介の発酵食品であるイカのチョッカルから単離された。